# Энгельсская ТЭЦ-3
Энгельсская ТЭЦ-3 — тепловая электростанция (теплоэлектроцентраль), расположенная в городе Энгельс Саратовской области. Входит в состав ПАО «Т Плюс».
Энгельсская ТЭЦ-3 функционирует на оптовом рынке электрической энергии и обеспечивает паром и горячей водой промышленных потребителей и жилищно-коммунальный сектор города Энгельс. Станция является базовым источником системы централизованного теплоснабжения (обеспечивающим более 40 % тепловой нагрузки) города.

## История
ТЭЦ-3 строилась в 60 годах XX века для энергоснабжения предприятия по выпуску химических волокон.
По решению Совета министров СССР № 528 1954 года начато строительство хлопчатобумажного комбината (с 1958 года — объединение «Химволокно»), строительство которого началось в 1955 году. ТЭЦ-3 входила в его состав. В августе 1958 г. введен в эксплуатацию первый котлоагрегат и первый турбогенератор мощностью 12 МВт. ТЭЦ-3 передана в Министерство энергетики и электрификации в составе районного энергетического управления «Саратовэнерго» под наименованием Энгельсская ТЭЦ-3.
Первая очередь станции была введена в период 1958-1962 годов. За это время вошли в строй 4 котлоагрегата производительностью 75 т/час и 2 турбоагрегата мощностью 12 тыс. кВт каждый.
Наличие источника теплоэлектроснабжения — ТЭЦ-3 — способствовало как развитию существующей промышленности, так и появлению новой: начали строиться завод металлоконструкций, завод моющих средств, завод вентиляционных заготовок, завод «Волгоэнергоремонта», домостроительный комбинат и другие. С пуском первой очереди химкомбината и сооружением благоустроенного жилья для персонала комбината мощности ТЭЦ были исчерпаны и появилась необходимость срочного расширения ТЭЦ-3.
К работам по расширению приступили в 1964 году, поручив их стройуправлению № 5 «Саратовгэсстроя». Но оно справиться с этой задачей не смогло ввиду большой загрузки работами на ТЭЦ-2 и ТЭЦ-1.
В 1965 году Минэнерго предложило «Саратовгэсстрою» создать специальное строительное управление для сооружения ТЭЦ-3 и выделило специальные ресурсы для его организации: механизмы, транспорт и сборное жилье. В том же году был смонтирован поселок на 400 человек, построены 7 восьмиквартирных домов и три общежития на 70 человек. Кроме этого, были выделены и смонтированы 2 крупноблочных пятиэтажных дома. Наличие жилой площади позволило новому стройуправлению привлечь кадры и увеличить коллектив до 800 человек, создать стройбазу и осуществить ввод оборудования второй очереди. В отличие от первой очереди монтировалось современное экономичное оборудование большой мощности и высокого давления на газомазутном топливе.
Разнотипность в оборудовании и его компоновке потребовала заново решать вопросы водоподготовки, резервирования трубопроводов, охлаждения генератора (на второй очереди водородное) и электрических связей (появилось напряжение 110 кВ). Новое главное здание по своим габаритам не соответствовало старому, вследствие чего стыковка вызвала сложности при производстве работ. Трудности при строительстве ТЭЦ преодолевались быстро и без лишних формальностей. Как правило, решения изыскивались на месте и с помощью заместителя директора по капитальному строительству А.А. Быстренина быстро оформлялись «Промэнергопроектом». Такое решение всех возникающих вопросов позволило за сравнительно короткий срок — с 1965 по 1968 год — пустить новые мощности, в которых остро нуждалась промышленность.
В 1965-1966 годах по проекту «Промэнергопроекта» произведена реконструкция котлов № 1 и № 2, увеличившая паропроизводительность каждого котла до 100 т/час. Была выполнена автоматизация питания котлов первой очереди и управления деаэраторами. Это мероприятие позволило сократить водосмотров и машинистов обслуживания на деаэраторной площадке на 14 человек. Были также автоматизированы процессы горения газа, разряжения в топках котлов. Полностью автоматизирована запорная арматура в газораспределительных пунктах.
На оборудовании первой очереди смонтировано и пущено силами эксплуатационников 169 автоматических устройств для управления технологическими процессами различных устройств станции. Для устранения дефицита тепловой мощности в 1975 году введен энергетический котел нового типа БКЗ-420-140ГМ с наддувом. На котле № 6 БК3-320 впервые в энергетике внедрено сжигание сернистого мазута в пересекающихся струях.
За период с 1965 по 1990 год постоянно велась работа по модернизации основного и вспомогательного тепломеханического оборудования.
Для повышения экономичности работы электростанции произведена модернизация турбинного оборудования первой очереди с переводом ее на режим противодавления и ухудшенного вакуума. В результате проделанной работы значительно улучшены технико-экономические показатели работы электростанции.
В 2007 году ТЭЦ-3 обеспечивала 60% суммарных тепловых нагрузок г. Энгельса.
На сегодняшний день Энгельсская ТЭЦ-3 является основным централизованным источником электроэнергии и тепла в паре и горячей воде расположенных в этом районе промышленных предприятий и жилищно-бытового сектора города.

## Описание
Установленная электрическая мощность станции на конец 2020 года составляла 80 МВт, тепловая — 364 Гкал/ч.

## Перечень основного оборудования
| Агрегат                              | Тип              | Изготовитель                                         | Количество | Ввод в эксплуатацию | Основные характеристики | Основные характеристики | Источники   |
| Агрегат                              | Тип              | Изготовитель                                         | Количество | Ввод в эксплуатацию | Параметр                | Значение                | Источники   |
| ------------------------------------ | ---------------- | ---------------------------------------------------- | ---------- | ------------------- | ----------------------- | ----------------------- | ----------- |
| Оборудование паротурбинных установок |                  |                                                      |            |                     |                         |                         |             |
| Паровой котёл                        | БКЗ-420-140НГМ   | Барнаульский котельный завод                         | 1          | 1975 г.             | Топливо                 | газ                     | [ 5 ] [ 6 ] |
| Паровой котёл                        | БКЗ-420-140НГМ   | Барнаульский котельный завод                         | 1          | 1975 г.             | Производительность      | 420 т/ч                 | [ 5 ] [ 6 ] |
| Паровой котёл                        | БКЗ-420-140НГМ   | Барнаульский котельный завод                         | 1          | 1975 г.             | Параметры пара          | 140 кгс/см2, 560 °С     | [ 5 ] [ 6 ] |
| Паровая турбина                      | ПТ-80/100-130/13 | Ленинградский металлический завод                    | 1          | 1980 г.             | Установленная мощность  | 80 МВт                  | [ 5 ] [ 6 ] |
| Паровая турбина                      | ПТ-80/100-130/13 | Ленинградский металлический завод                    | 1          | 1980 г.             | Тепловая нагрузка       | 164 Гкал/ч              | [ 5 ] [ 6 ] |
| Водогрейное оборудование             |                  |                                                      |            |                     |                         |                         |             |
| Водогрейный котёл                    | ПТВМ-100         | Бийский котельный завод Белгородский котельный завод | 2          | 1965 г. 1978 г.     | Топливо                 | газ                     | [ 5 ] [ 6 ] |
| Водогрейный котёл                    | ПТВМ-100         | Бийский котельный завод Белгородский котельный завод | 2          | 1965 г. 1978 г.     | Производительность      | 100 Гкал/ч              | [ 5 ] [ 6 ] |

## Собственники и руководство
Энгельсская ТЭЦ-3 входит в состав ПАО «Т Плюс».
Директор — главный инженер Фокин Сергей Борисович